# Joseph Weiler (Politiker)
Philipp Joseph Weiler (* 5. Juli 1791 in Hofheim am Taunus; † 2. August 1867 ebenda) war ein deutscher Landwirt und Mitglied des Nassauischen Landtags.

## Leben
Joseph Weiler war ein Sohn des Kaufmanns Johann Martin Weiler (1754–1820) und dessen Ehefrau Elisabeth Maas (1760–1807).
Er betrieb in seinem Heimatort eine Landwirtschaft, als er 1832 aus der Gruppe der Grundbesitzer des Wahlkreises Wiesbaden ein Mandat für die Zweite Kammer des Nassauischen Landtags erhielt. Er gehörte zu den 15 Abgeordneten (von 22 Deputierten), die aus Protest gegen den Pairsschub von 1831 im Rahmen des Nassauischen Domänenstreites den Landtag boykottierten. Deshalb wurde sein Mandat aberkannt. Sein Nachfolger wurde Christoph Zimmermann.